# Nétropsine
La nétropsine, également appelée congocidine et sinanomycine, est un polyamide pourvu d'une activité antibiotique et antivirale. Elle a été isolée pour la première fois à partir de l'actinomycète Streptomyces netropsis. Il s'agit d'un antibiotique de la classe pyrrole-amidine, actif contre les bactéries aussi bien à Gram négatif qu'à Gram positif. 
La nétropsine se lie au petit sillon des séquences riches en paires de bases A–T de l'ADN bicaténaire ainsi qu'aux quadruplexes (TGGGGT)4, mais pas à l'ADN monocaténaire ni à l'ARN bicaténaire. Des études par cristallographie aux rayons X de nétropsine liée à l'ADN ont permis d'établir que l'oligopeptide établit des liaisons hydrogène avec quatre paires de bases consécutives dans le petit sillon de l'ADN bicaténaire,.
La liaison de la nétropsine à l'ADN augmente l'inclinaison des bases azotées d'environ 9° par tour de la double hélice, favorisant l'introduction de supertours positifs en présence de topoisomérase I.

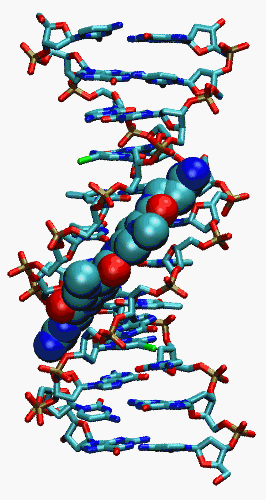
Interaction de la nétropsine avec l'ADN.